# 418
| [ Edytuj tabelę ] |                                                          |
| Cesarz Bizancjum  | - 408 Teodozjusz II 450                                  |
| Władca Guptów     | - 414 Kumaragupta 455                                    |
| Władca Korei      | - 413 Changsu 491                                        |
| Papież            | - 417 Zozym 418 - 418 Eulaliusz 419 - 418 Bonifacy I 422 |
| Król Persji       | - 399 Jezdegerd I 420                                    |
| Cesarz Rzymu      | - 395 Flawiusz Honoriusz 423                             |
| Król Wandalów     | - 406 Gunderyk 428                                       |
| Król Wizygotów    | - 415 Walia 419                                          |

Rok 418 / CDXVIII
stulecia: IV wiek ~
V wiek ~
VI wiek

lata: 408 «
413 «
414 «
415 «
416 «
417 «
418
» 419
» 420
» 421
» 422
» 423
» 428

## Wydarzenia
- 27 grudnia lub 29 grudnia – dokonano wyboru antypapieża Eulaliusza.
- 28 grudnia lub 29 grudnia – Bonifacy I został wybrany na papieża.
- Wrogi Rzymowi król Wizygotów Walia założył królestwo ze stolicą w Tuluzie.